# Mostrejón
Mostrejón es un despoblado que actualmente forma parte del concejo de Gaceo, del municipio de Iruraiz-Gauna, y de la localidad de Salvatierra del municipio de Salvatierra, de la provincia de Álava, País Vasco (España).

## Toponimia
A lo largo de los siglos ha sido conocido con los nombres de Mostreion, Mostracon y Mostrajon.

## Historia
Documentado desde 1257,para el siglo XVIII ya había quedado despoblado.Estaba situado en el espacio comprendido entre lo que hoy es la rotonda de acceso al polígono industrial Galzar, parte de los terrenos de la empresa GTO y la Autovía A1. Por su calle principal discurría el Camino de Santiago y el itinerario de la antigua calzada romana XXXIV, que conectaba Burdeos con Astorga. De lo que en su día fue Mostrajón, tan sólo se conserva una imagen de la Virgen y el nicho del sagrario que había en la pequeña iglesia del pueblo, los cuales hoy se encuentran en la iglesia de San Martín de Tours de Gaceo. 
Actualmente sus tierras son conocidas con los topónimos de Mostraconen el municipio de Salvatierra y Mostrajón en el concejo de Gaceo.